# Ringgenberg (Mels)
Der Ringgenberg gehört zum Dorf Weisstannen, Gemeinde Mels. Er liegt links im Weisstannental, unterhalb der Alp Galans. Der Hang hat seinen Namen von einer halbkreisförmigen, bis gegen 80 m hohen Felswand, Ringgenstein genannt. Das erste bekannte Grundstückverzeichnis stammt von 1502. Vermutet werden im 18. und 19. Jh. 70 bis 80 Einwohner, bevor im 20. Jh. (auch hier) eine wirtschaftlich bedingte Entvölkerung stattfand.
Koordinaten: 46° 59′ 39,8″ N, 9° 20′ 1,7″ O; CH1903: 744141 / 206556